# Sinanodonta woodiana
La almeja china del cieno (Sinanodonta woodiana) es una especie de molusco bivalvo de agua dulce originaria de Asia oriental.
Valva derecha e izquierda del mismo animal:

Valva derecha
Valva izquierda

## Ecología
Al igual que otros unionoides, la almeja china del cieno experimenta un estadio larvario, llamado gloquidio, en el que infecta las branquias de un pez hospedador. Tras esta fase se produce una metamorfosis y comienza la fase juvenil de vida libre.
Tiene un amplio rango de  especies de peces hospedadores para sus gloquidios, lo que unido a su gran potencial reproductor y a la translocación de especies exóticas de peces ha hecho que la almeja china del cieno se haya introducido en numerosas partes del mundo, llegando a ser el bivalvo predominante y desplazando a otras especies autóctonas.

## Carácter invasor en España
Debido a su potencial colonizador y constituir una amenaza grave para las especies autóctonas, los hábitats o los ecosistemas, esta especie ha sido incluida en el Catálogo Español de Especies Exóticas Invasoras, regulado por el Real Decreto 630/2013, de 2 de agosto, estando prohibida en España su introducción en el medio natural, posesión, transporte, tráfico y comercio.